# (8274) Soejima
(8274) Soejima (1990 TJ1) – planetoida z pasa głównego asteroid okrążająca Słońce w ciągu 3,43 lat w średniej odległości 2,27 au. Odkryta 15 października 1990 roku.